# 山中傳奇
《山中傳奇》是一部台湾恐怖電影，改编自宋代话本小说《京本通俗小说》中的故事《西山一窟鬼》。豐年影業公司與第一影業1979年出品，由胡金銓導演，徐楓、張艾嘉、石雋等人主演。该片曾获得過台湾第16届金马奖的最佳美术设计、最佳造型设计、最佳摄影、最佳配乐、最佳導演等六項大獎。2016年，该片女主角徐楓女士全額捐助500萬元新台幣，贊助本片送義大利博亞電影修復所進行修復，使《山中傳奇》這部珍貴的文化資產得以延續生命。《山中傳奇》的底片原被「第一影業公司」存放於香港電影資料館，直到2016年由中华民国國家電影中心获得數位修復版之授權，再委由義大利博亞電影修復所（L'lmmagine Ritrovata film laboratory）進行4K超高畫質的掃描與修復，其4K修復版選入第73屆威尼斯影展修復經典單元。

## 劇情簡介
落第舉子何云青（石雋飾）受海印寺長老之托，前往經略府抄經書《大手印》。途中云青三遇神秘吹笛女子，幾經周折後他來到經略府，受到參軍崔鴻至以及王婆的熱情招待。
當夜，云青受邀到王婆府上吃飯，結識了一位妙齡少女樂娘（徐楓飾）。此時有個番僧闖上門來，云青認得他是跟了自己一路的人，王婆很快把他趕走。
席間，樂娘擊鼓助興，云青在鼓聲中漸漸昏迷，王婆將樂娘送進云青房間，讓何云青定下與樂娘婚事。云青成親不久後，番僧和一位道人再次來擊鼓鬥法，最後王婆受傷，但樂娘取勝。
一日，何云青到一家酒莊，認識了酒家女依云（張艾嘉飾）。崔鴻至在酒後警告何云清，和樂娘長久在一起必受其害。回到經略府後，樂娘大發脾氣，並點了何云青的穴道，依云隨後而至，救了何云青。經喇嘛指點，何云青才知道這些山中傳奇其實是因為自己踏入了鬼蜮之故，而鬼魂之所以糾纏他，就是因為經書。何云青把經書抄完以後，卻發現出現了兩個依云，真假難辨，危機之中，何云青將佛珠拋向他們，众人都化為灰燼。

## 演員列表
樂娘（徐楓 飾）

何雲青（石雋 飾）

莊依雲（張艾嘉 飾）

崔鴻至（佟林 飾）

老張（田豐 飾）

王婆（徐彩虹 飾）

小青（金紋廷 飾）

番僧（吳明才 飾）

黑衣道士（陳慧樓 飾）

韓經略（孫越 飾）

樵夫（吳家驤 飾）

莊夫人

## 獎項
| 頒獎典禮     | 獎項         | 名單         | 結果 |
| ------------ | ------------ | ------------ | ---- |
| 第16屆金馬獎 | 優等劇情片   | 《山中传奇》 | 獲獎 |
| 第16屆金馬獎 | 最佳導演     | 胡金銓       | 獲獎 |
| 第16屆金馬獎 | 最佳男主角   | 石雋         | 提名 |
| 第16屆金馬獎 | 最佳女主角   | 徐楓         | 提名 |
| 第16屆金馬獎 | 最佳攝影     | 陳俊傑       | 獲獎 |
| 第16屆金馬獎 | 最佳剪輯     | 蕭楠         | 提名 |
| 第16屆金馬獎 | 最佳美術設計 | 胡金銓       | 獲獎 |
| 第16屆金馬獎 | 最佳配樂     | 吳大江       | 獲獎 |
| 第16屆金馬獎 | 最佳錄音     | 周少龍       | 獲獎 |

## 備註
1. ↑  原型人物为《警世通言第十四卷 一窟鬼癞道人除怪》中的李樂娘。
2. ↑  原型人物为《警世通言第十四卷 一窟鬼癞道人除怪》中的吴洪。
3. ↑  原型人物为《警世通言第十四卷 一窟鬼癞道人除怪》中的王婆、陈干娘。
4. ↑  原型人物为《警世通言第十四卷 一窟鬼癞道人除怪》中的锦儿、朱小四。
5. ↑  原型人物为《警世通言第十四卷 一窟鬼癞道人除怪》中的甘真人。
6. ↑  原型人物为《警世通言第十四卷 一窟鬼癞道人除怪》中的秦太师。而當年本片首映時版本由於片長遭到刪減，片中孫越的戲份形同完全遭到剪除。

## 外部連結
- 香港影庫上《山中傳奇》的資料（繁體中文）
- 開眼電影網上《山中傳奇》的資料（繁體中文）
- 时光网上《山中傳奇》的資料（简体中文）
- 豆瓣电影上《山中傳奇》的資料 （简体中文）
- 爛番茄上《山中傳奇》的資料（英文）
- AllMovie上《山中傳奇》的资料（英文）
- 互联网电影数据库（IMDb）上《山中傳奇》的资料（英文）